# کامینیتسا (استان اوپوله)
کامینیتسا (به لهستانی: Kamienica) یک منطقهٔ مسکونی در لهستان است که در گمینا پاچکوو واقع شده‌است. کامینیتسا ۱٬۳۰۰ نفر جمعیت دارد.